# Huelves
Huelves è un comune spagnolo di 53 abitanti situato nella comunità autonoma di Castiglia-La Mancia.